# Piżmowiec górski
Piżmowiec górski (Moschus chrysogaster) – gatunek ssaka z rodziny piżmowcowatych (Moschidae) występujący w lasach Himalajów.

## Wygląd
Długość ciała ok. 1 metr, masa 10-15 kg. Przypomina niewielkiego jelenia z długimi, króliczymi uszami i wystającymi kłami. Nagi ogon zakończony jest kępką sierści.

## Tryb życia
Towarzyskie zwierzęta. Samce najprawdopodobniej terytorialne. Są przeżuwaczami. Roślinożerny, żywi się ziołami, porostami. W zimie zjada zdrewniałe części roślin.

## Rozmnażanie
Zwierzę rozmnaża się raz w roku. Okres godowy przypada na grudzień i styczeń. Młode osiągają dojrzałość płciową w drugim roku życia. Przeciętna długość życia na wolności wynosi 3 lata. Najstarszy znany osobnik żył 20 lat.

## Podgatunki
Wyróżniono dwa podgatunki M. chrysogaster, jednak niektórzy chińscy autorzy uznają M. c. sifanicus za odrębny gatunek.
- M. chrysogaster chrysogaster – południowo-wschodni i południowy Tybet[2]
- M. chrysogaster sifanicus – piżmowiec stokowy – prowincje Qinghai, Gansu, region autonomiczny Ningxia, zachodni Syczuan i północno-zachodni Junnan[2]

## Relacje z ludźmi
Piżmo wytwarzane przez te zwierzęta jest używane do wyrobu perfum, mydeł i w medycynie naturalnej.